# 加比·德鲁夫
加比·德鲁夫（英語：Gabby DeLoof，1996年3月13日—），美国女子游泳运动员，2019年世界大运会女子100米自由泳、女子200米自由泳、女子4×100米自由泳接力、女子4×200米自由泳接力和女子4×100米混合泳接力金牌得主、2019年世界游泳锦标赛女子4×200米自由泳接力银牌得主。